# Glinek triniklu
Glinek triniklu, NiAl
3 – międzymetaliczny stop glinu i niklu mający właściwości charakterystyczne zarówno dla ceramiki, jak i metali.
W przeciwieństwie do typowych stopów wytrzymałość glinku triniklu wzrasta wraz z temperaturą (do 1100 °C). Jest odporny na utlenianie, nie ulega nawęglaniu ani azotowaniu.
Faza NiAl
3 krystalizuje w temperaturze 1396 °C poprzez przemianę perytektyczną roztworu ciekłego i wydzielonych kryształów AlNi (roztwór stały β). NiAl
3 krystalizuje w sieci A1 i cechuje się uporządkowaniem L12 (w każdej komórce elementarnej znajdują się 4 atomy: 1 atom glinu w narożniku oraz 3 atomy niklu centrujące ściany komórki). Roztwór wtórny bazujący na fazie NiAl
3 jest trwały przy zawartości glinu wynoszącej 24–27% atomowych.
NiAl
3 cechuje się:
- wysoką wytrzymałością na rozciąganie w temperaturze of 650–1100 °C,
- zależnością granicy plastyczności od temperatury w zakresie 600–900 °C,
- wysoką odpornością na korozję przy działaniu powietrza, kwasów organicznych, zasad i roztworu chlorku sodu,
- wysoką wytrzymałością zmęczeniową,
- wysoką odpornością na pełzanie,
- odpornością na ścieranie,
- stosunkowo niską gęstością.